# Urgentní medicína

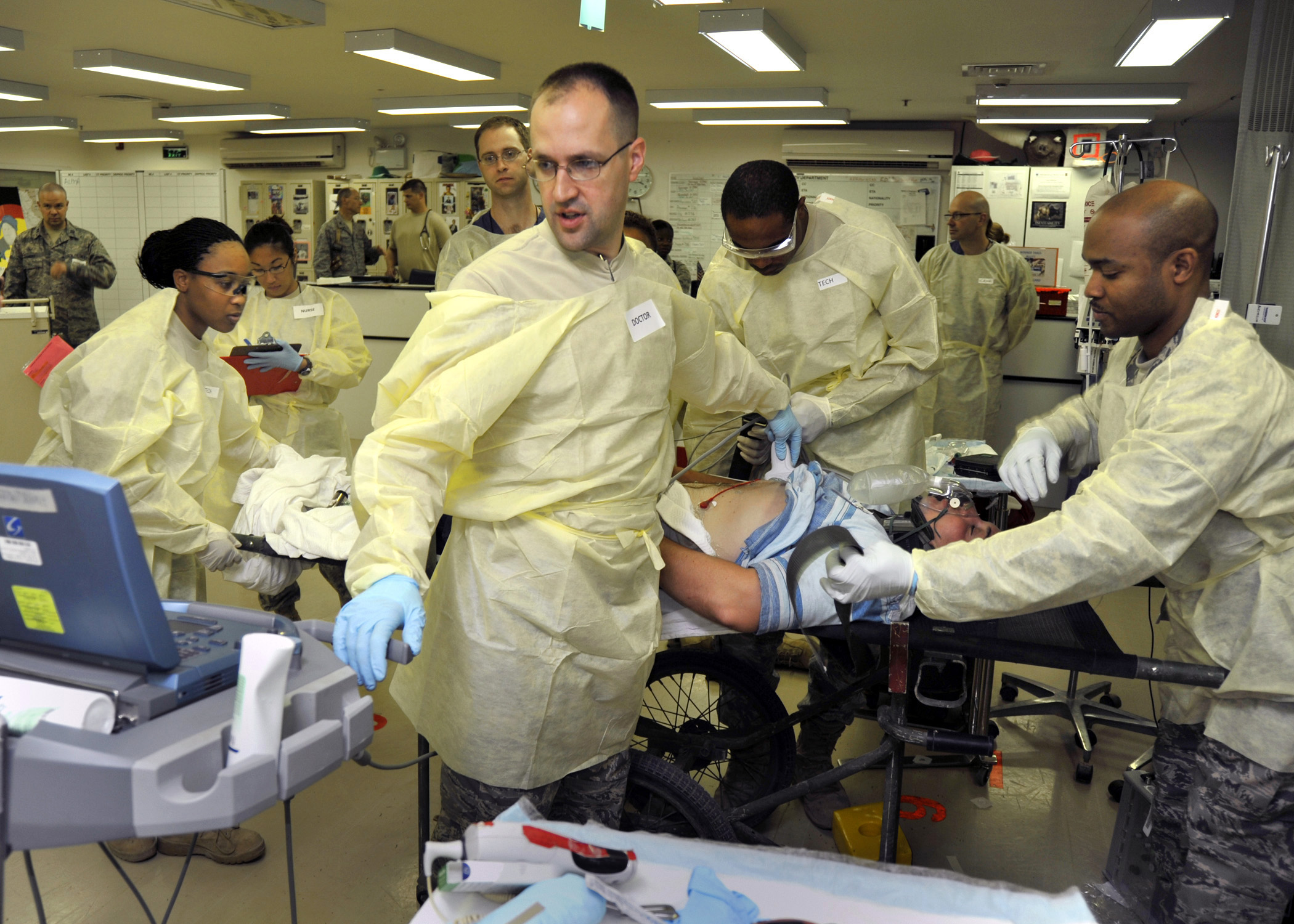
Lékařský zásah, cvičení při simulované hromadné nehodě, Irák

Urgentní medicína se zabývá multidisciplinární problematikou diagnostiky, primárního ošetření a léčení náhle vzniklých stavů bezprostředního ohrožení života a všech náhle vzniklých onemocnění a úrazů na místě události, při transportu postižených pomocí pozemních nebo leteckých prostředků zdravotnické záchranné služby a při přechodu z přednemocniční do nemocniční péče. Zabývá se též problematikou plánování, organizace a vedení záchranných akcí při hromadných katastrofách a neštěstích.

## Urgentní péče
Poskytování urgentní péče trvá od bezprostředního vzniku akutního stavu na místě události až po transport a předání postiženého na pracoviště nemocniční neodkladné péče. Jako ideální místo pro zajištění plynulého předání pacienta z přednemocniční do nemocniční péče, se jeví oddělení urgentního příjmu dané nemocnice. Takové oddělení musí být prostorově, personálně i materiálově vybaveno pro přesnou a rychlou diagnostiku akutních stavů až několika pacientů najednou a k zahájení vhodné léčby bez časových prodlev. Na takovémto oddělení pracují především lékaři s atestací urgentní medicíny, avšak toto oddělení se nenachází ve všech nemocnicích. Proto probíhá předávání postižených z přednemocniční do nemocniční péče často komplikovanější cestou, za méně příznivých podmínek pro nemocného, na pracoviště určené právě pro povahu postižení konkrétního pacienta.
Vzhledem k odlišnostem přednemocniční neodkladné péče a péče na urgentních příjmech se vyvíjí také další specializační obor nemocniční medicína (hospital medicine). Nemocniční lékař koordinuje všechny aspekty péče o pacienta od jeho přijetí do nemocnice včetně akutní diagnostiky na ambulancích ústavní pohotovostní služby po jeho propuštění.

## Historie
Urgentní medicína jako lékařský obor vznikla v 70. letech v USA pod názvem Emergency medicine. Její vznik měl počátek v pokrocích lékařství v 2. polovině 20. století, kdy byla vypracována metodika neodkladné resuscitace, kdy se vyhodnotily zkušenosti válečného zdravotnictví (zejména válečná chirurgie) a kdy se zvýšila dostupnost diagnostických a léčebných postupů díky významnému technickému pokroku.
Jedním z mocných impulsů pro budování moderních systémů zdravotnické záchranné služby bylo poznání, že náhlá zástava krevního oběhu a dýchání nemusí nezbytně vést ke smrti postiženého, pokud je příčina selhání základních životních funkcí přechodná a pokud je organizmus postiženého silný pro další život.

## Cíle
- Zabezpečovat integrovaný systém přednemocniční, nemocniční a mezinemocniční urgentní péče.
- Standardizovat a zlepšovat kvalitu urgentní lékařské péče.
- Redukovat mortalitu, morbiditu, invaliditu a bolest spojenou s úrazy a náhlými onemocněními.
- Zkoumat původ a léčbu urgentních stavů.
- Sbírat epidemiologické údaje, které mají vztah k prevenci nehod a k propagaci zdraví.
- Studovat epidemiologii a management hromadných neštěstí a katastrof a účastnit se plánování jejich zvládnutí.
- Studovat etické problémy spojené s urgentní lékařskou péčí.

## Urgentní medicína v Česku
Moderní systém zdravotnické záchranné služby je v Česku budován od 70. let 20. století. Rozvoj zdravotnictví, nové diagnostické a léčebné postupy a nová zdravotnická technologie si vydobyly přípravu a publikaci o zásadách diferencované péče, poskytování první pomoci a organizace služby rychlé zdravotnické pomoci formou metodických opatření ministerstva zdravotnictví. Nejvyšším stupněm diferencované péče je péče resuscitační a intenzivní. Ta je poskytována v nemocnicích na lůžkových odděleních anesteziologicko-resuscitačních, na jednotkách intenzivní péče, na porodních a operačních sálech a nakonec na oddělení urgentního příjmu. Mimo nemocniční prostředí je poskytována prostředky zdravotnické záchranné služby jako přednemocniční odborná neodkladná péče, která začíná vyrozuměním zdravotnické záchranné služby a poskytnutím laické první pomoci.
Lékař urgentní medicíny je jeden z mála specialistů, který si musí udržet komplexní holistický pohled na pacienta. Veřejnost si představuje, že lékař zdravotnické záchranné služby neustále zachraňuje, resuscituje a ošetřuje oběti těžkých dopravních nehod, ale pravdou je, že k nejfrekventovanějším typům zásahů patří akutní dekompenzace chronických, většinou interních onemocnění, nespecifikované obtíže, intoxikace alkoholem, neurologická problematika či běžné typy úrazů. V systému urgentní péče byl v posledních letech zaznamenán vzestup tzv. psychosociálních urgencí – panické ataky, psychosomatické příznaky, suicida, ale i zásahy s převažující sociální problematikou – ošetřování bezdomovců, azylantů, migrantů a dalších osob na okraji sociálního spektra. Tito pacienti většinou nemají žádný jiný přístup ke zdravotnické péči a jejich choroby jsou velice zanedbané.
Společně s urgentní medicínou se v Česku i ve světě vyvíjí medicína katastrof, která je pojmem vyjadřujícím cílené využívání poznatků a metod mnoha lékařských oborů pro zvládnutí zdravotních následků katastrof. Katastrofa je situace, kdy vzniká nerovnováha mezi potřebnou zdravotnickou péčí a jejími zdroji. Speciální vzdělání v připravenosti na katastrofy se vyžaduje od všech lékařů urgentní medicíny.
Obor urgentní medicína je určen především lékařům, přicházejícím často do styku s akutními stavy nejrůznějších druhů, tedy lékařům pracujícím na urgentním příjmu nebo v zdravotnické záchranné službě.